# Daniele Pecci
Daniele Pecci es un actor y director italiano, más conocido por haber interpretado a Edoardo di Balsano en la serie Il bello delle donne y a Pietro Pironi en Orgoglio. 

## Biografía
Es buen amigo de la actriz italiana Gabriella Pession.
En 2007 salió con la modelo Michelle Hunziker, pero terminaron. La pareja regresó nuevamente en 2010; sin embargo, finalizaron la relación en 2011.

## Carrera
En 2002 apareció como invitado en la serie Il bello delle donne, donde dio vida a Edoardo di Balsano hasta 2003. En 2004 interpretó a Pietro Pironi en la serie Orgoglio, hasta el final de la misma, en 2006. En 2008 se unió al elenco de la serie Crimini bianchi, donde interpretó al cirujano de cardiología Luca Leoni, hasta el final de la serie en 2009.
En 2012 dio vida a Ugo. Ese mismo año apareció como invitado en la miniserie 6 passi nel giallo, donde interpretó al comisario de la policía Valerio Strada.

## Filmografía

### Series de televisión
| Año         | Título               | Personaje             | Notas                          |
| ----------- | -------------------- | --------------------- | ------------------------------ |
| 2015        | I Misteri di Laura   | Matteo                | -                              |
| 2012        | Sposami              | Ugo                   | 6 episodios                    |
| 2012        | 6 passi nel giallo   | Comis. Valerio Strada | episodio "Gemelle" - miniserie |
| 2008 - 2009 | Crimini bianchi      | Luca Leoni            | 12 episodios                   |
| 2004 - 2006 | Orgoglio             | Pietro Pironi         | 39 episodios                   |
| 2002 - 2003 | Il bello delle donne | Edoardo di Balsano    | 6 episodios                    |
| 1997        | Deserto di fuoco     | 3.er. Periodista      | miniserie                      |

### Películas
| Año  | Título                     | Personaje             | Notas |
| ---- | -------------------------- | --------------------- | --- |
| 2014 | L'uomo senza paura         | Augusto               | corto - junto a Francesco Borgese & Federica De Martino                                                      |
| 2014 | Una coppia modello         | Enzo                  | junto a Sergio Assisi, Bianca Guaccero, Chiara Ricci & Simona Marchini                                       |
| 2011 | Dove la trovi una come me? | Matteo Conti          | junto a Gabriella Pession, Caterina Guzzanti, Serena Rossi, José María Blanco, Lisa Gastoni & Giorgio Lupano |
| 2011 | Maternity Blues            | Luigi                 | junto a Andrea Osvárt, Monica Barladeanu, Chiara Martegiani & Marina Pennafina                               |
| 2011 | Manuale d'am3re            | -                     | junto a Robert De Niro, Monica Bellucci, Riccardo Scamarcio, Michele Placido & Vincenzo Alfieri              |
| 2010 | The Tourist                | Teniente Narduzzi     | junto a Johnny Depp, Paul Bettany, Timothy Dalton, Steven Berkoff & Rufus Sewell                             |
| 2010 | Goodbye Mr. Zeus!          | -                     | junto a Domiziano Arcangeli, Stefania Carnevali, Stefano Fregni & Sergio Múñiz                               |
| 2010 | Mine vaganti               | Andrea                | junto a Riccardo Scamarcio, Alessandro Preziosi, Nicole Grimaudo & Lunetta Savino                            |
| 2009 | Tutta la Verità            | Giulio Guidi          | junto a Vittoria Puccini, Filippo Nigro & Antonio Cupo                                                       |
| 2009 | Fortapàsc                  | Capitán Sensales      | junto a Libero De Rienzo, Valentina Lodovini, Michele Riondino & Massimiliano Gallo                          |
| 2008 | L'ultimo padrino           | Roberto Sanna         | junto a Michele Placido, Micaela Ramazzotti, Marco Leonardi, Raffaele Vannoli & Antonino Bruschetta          |
| 2007 | Eravamo solo mille         | Malaspina             | junto a Christiane Filangieri, David Coco, Gaetano Amato & Pino Caruso                                       |
| 2006 | I figli strappati          | Detalmo Pirzio Biroli | junto a Antonia Liskova, Johannes Brandrup, Sergi Mateu & Carola Stagnaro                                    |
| 2005 | Pope John Paul II          | Roman                 | junto a Jon Voight, Cary Elwes, James Cromwell, Christopher Lee & Ben Gazzara                                |
| 2005 | San Pietro                 | Pablo                 | junto a Omar Sharif, Flavio Insinna, Marco Leonardi & Claudia Koll                                           |
| 1998 | Da cosa nasce cosa         | Hombre Disléxico      | junto a Enzo Iacchetti, Mariella Valentini, Monica Scattini & Eliana Miglio                                  |

### Teatro
| Año  | Obra     | Personaje | Director (a) | Teatro                   | Notas                                                                                   |
| ---- | -------- | --------- | ------------ | ------------------------ | --------------------------------------------------------------------------------------- |
| 2013 | Edipo Re | Edipo     | -            | Teatro greco di Siracusa | junto a Laura Marinoni, Ugo Pagliai, Maurizio Donadoni, Mauro Avogadro & Francesco Alfa |

## Premios y nominaciones
| Año  | Categoría                                                                                                | Premio            | Película     | Resultado |
| ---- | --- | ----------------- | ------------ | --------- |
| 2011 | Best Ensemble - International Competition (junto a Alessandro Preziosi, Bianca Nappi, Carmine Recano...) | CinEuphoria Award | Mine vaganti | Ganadores |